# 浮羽稲荷神社

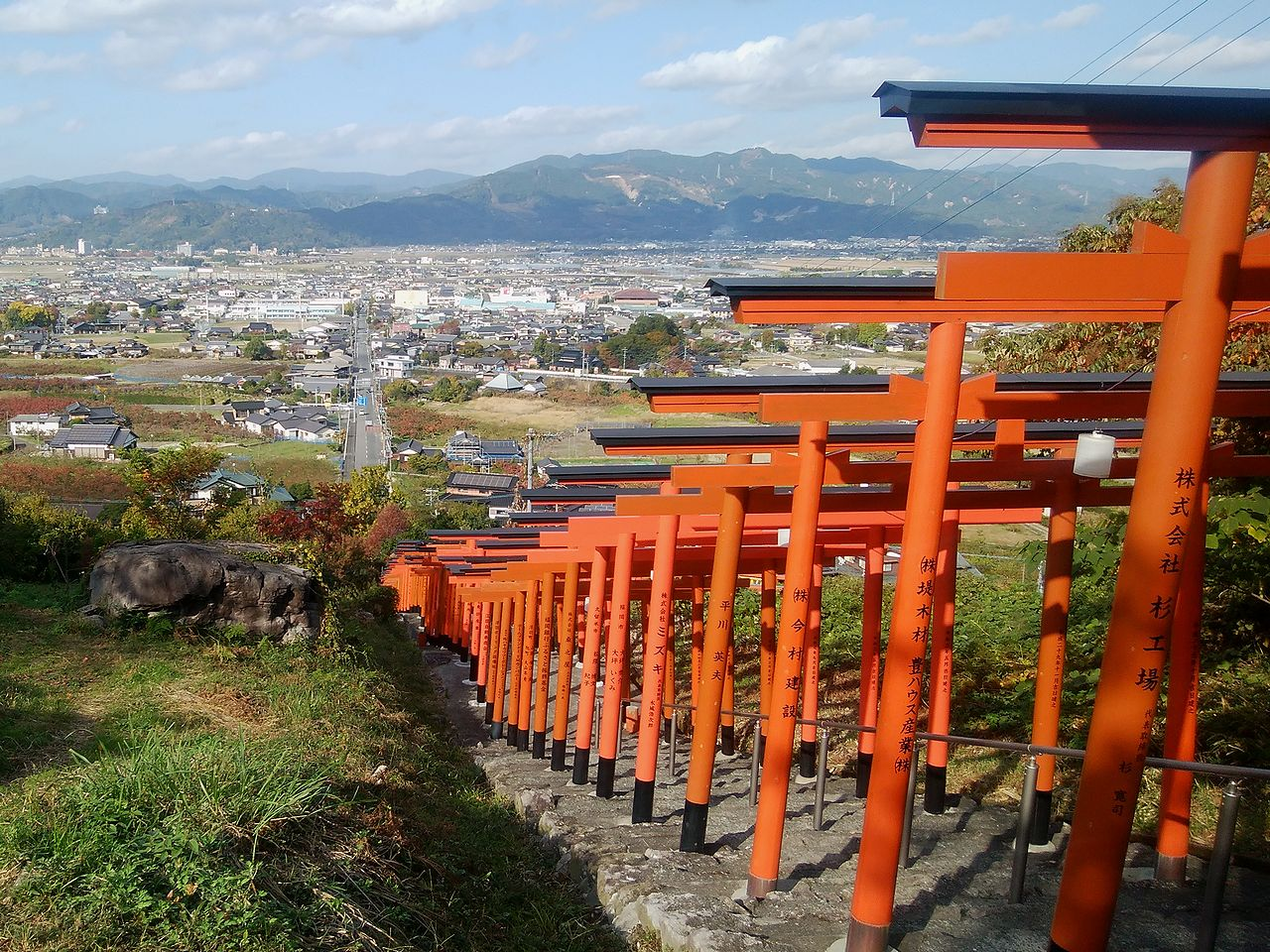
浮羽稲荷神社から見る旧浮羽町市街地

浮羽稲荷神社（うきはいなりじんじゃ）は、福岡県うきは市浮羽町流川1513-9に鎮座する神社である。

## 概要
祭神はウカノミタマ、オオヤマクイ、菅原道真。
うきは市浮羽町の中心市街地南端に位置する。県道52号線沿いから社殿まで階段が続いており、その階段を挟んで91基の鳥居が並んでいる。
1957年（昭和32年）12月6日に伏見稲荷大社より勧請され奉祀、翌1958年（昭和33年）に宗教法人として認可された。
社殿からは鳥居の列とともに浮羽町市街地や原鶴温泉を見渡すことが可能であり、2010年代以降、SNSの普及とともに絶景スポットとして知られるようになった。
神社内は基本的に無人だが、浮羽町中心市街地にあるスーパーマーケット「サンピットバリュー」で御朱印のコピーが購入できる。

## 例祭
- 1月1-3日 正月行事
- 2月-12月毎月1日 神事
- 2月6日 初午祭
- 4月6日 春の大祭

## 交通アクセス
- 久大本線うきは駅より徒歩約20分
- 久大本線筑後吉井駅・西鉄バス杷木発着所よりうきはバス乗車、「小坂（浮羽稲荷神社登口）」下車（平日1日2往復のみ）